# Shure Incorporated
Shure Incorporated es un fabricante de electrónica de audio profesional. Shure Incorporated produce generalmente micrófonos y otros componentes de audio, pero también produce auriculares para una variedad de aplicaciones de audio, incluyendo el uso en el escenario y reproductores de MP3.

## Historia
Shure fue fundado en 1925 bajo el nombre de The Shure Radio Company por un magnate del audio llamado Sidney Shure. La compañía tiene su sede en Estados Unidos, y ha sido una empresa localizada en Chicago desde su fundación, cuando Sidney Shure trabajaba en una oficina en el centro de Chicago. La compañía se movió a Evanston, Illinois en 1956. En 2002, Shure Incorporated se reubicó en un edificio de oficinas en Niles, Illinois (42°0′45″N 87°46′21″O / 42.01250, -87.77250). El edificio fue diseñado por el renombrado arquitecto Helmut Jahn, y era originalmente la sede de "HA•LO Industries".
Los productos de la compañía, incluyendo sus sistemas inalámbricos y micrófonos, son comunes en salas de conciertos y eventos. En particular, los micrófonos Shure a menudo se puede ver en los Grammy, en vivo, y hasta en eventos históricos como Woodstock.  

### Breve Historia e Hitos

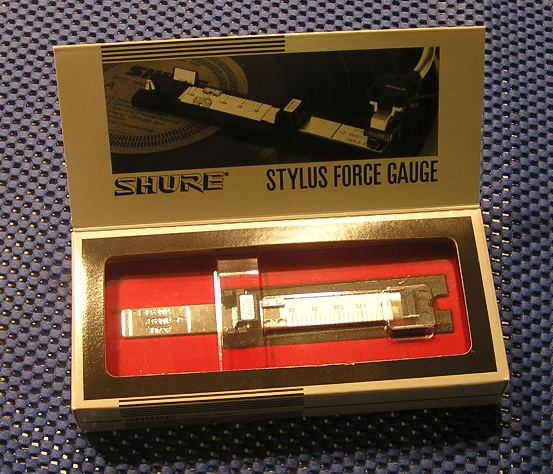
Shure SFG-2

Hasta 1933, The Shure Radio Company solo se dedicó a la fabricación de componentes de radio. Desde ese momento, la compañía expandió sus horizontes con micrófonos, sistemas inalámbricos, sistemas de monitoreo personal, cartuchos de fonógrafo, sistemas de discusión, mezcladores y procesadores digitales. Recientemente, la compañía ha producido componentes de reproducción de sonido como auriculares.

### Cartuchos de Fonógrafo
En 1958, Shure introdujo uno de los primeros cartuchos de fonógrafo diseñado para reproducir discos estereofónicos. Shure produjo numerosas series de cartuchos como también estiletes de sustitución, en muchos casos continuó ofreciendo estiletes de 78 rpm para sus cartuchos. Tal vez, el cartucho más común encontrado en los 70's y 80's era el "M75ED Tipo 2" el cual era de imán móvil. El "V15" de alta gama cambió de forma a través de los años y era considerado como un punto de referencia contra el cual otros cartuchos se compararon. El V15 fue normalmente utilizado junto con el "SME 3009 Tonearm", los dos elementos se consideraron sinérgicos.
Shure continúa fabricando cartuchos, pero el aclamado "V15 Tipo V-MR" fue discontinuado.

### Micrófonos

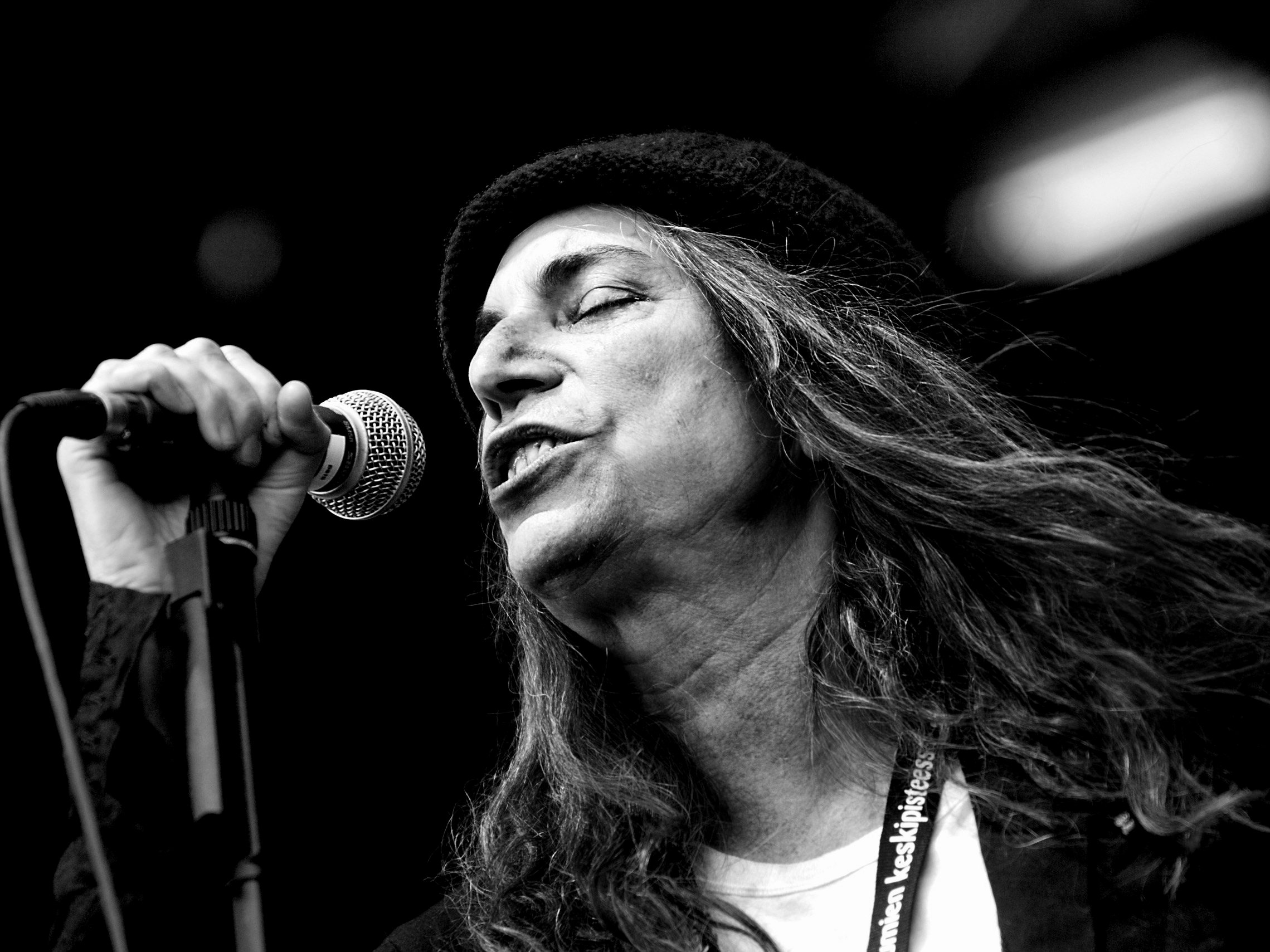
Patti Smith cantando con un micrófono Shure SM58

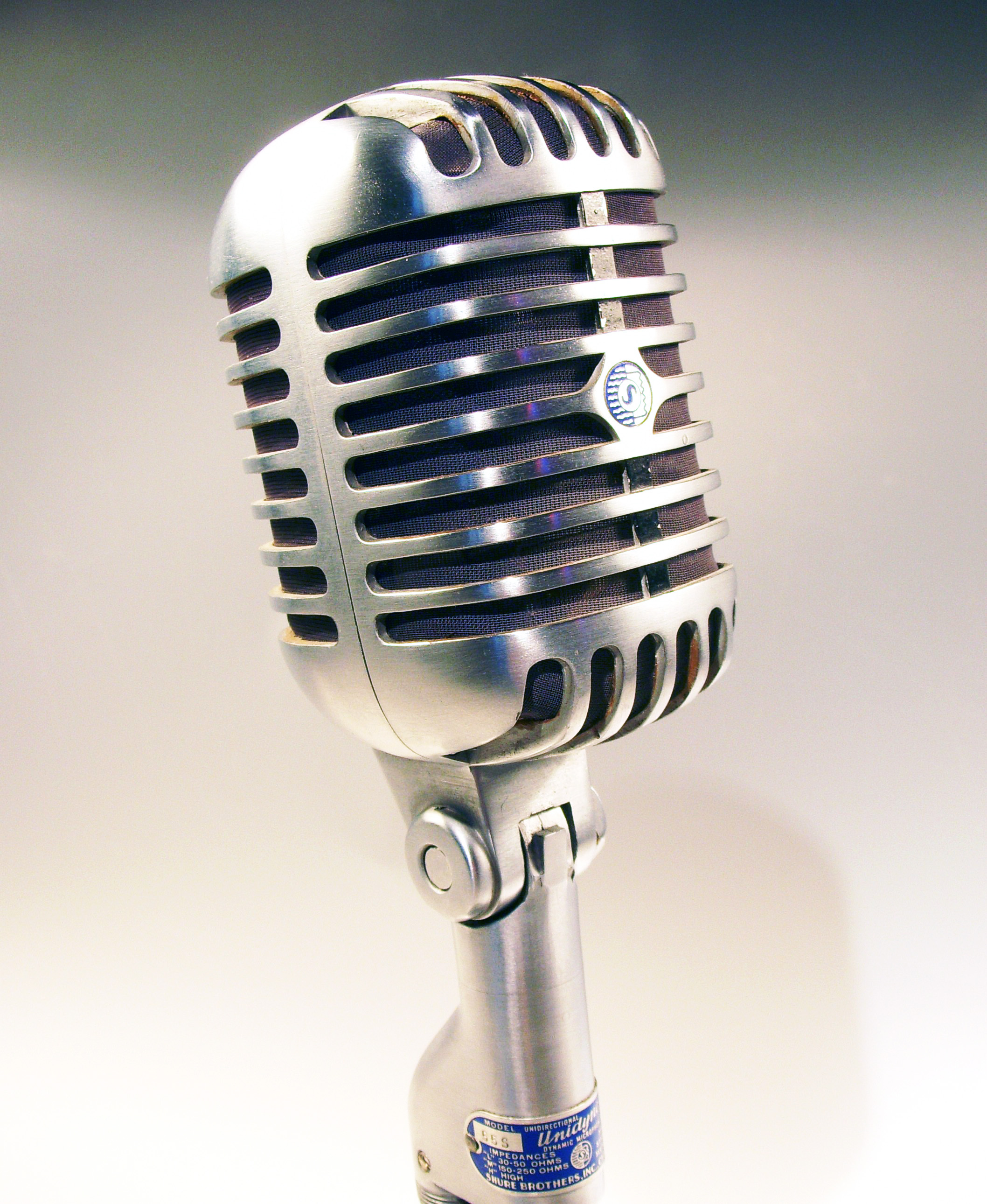
Micrófono 55SH. También conocido como "El micrófono de Elvis"

Shure ha producido una gran gama de micrófonos durante décadas, entre los cuales están los conocidos "SM" y "Beta series" de condensador y dinámicos. La serie incluye el SM58 (El más utilizado para las voces), SM48, SM86, SM87A, SM57, SM94 y el SM81. El Beta 52A y el Beta 91 son dos de los más usados para baterías. El SM57 y el SM58 son algunos de los micrófonos más usados en el mundo, particularmente para la reproducción en vivo. El SM7B es un micrófono popular para difusión, voz en off, así como para instrumentos de baja frecuencia. Los micrófonos dinámicos de Shure son populares debido a su bajo precio en relación con su durabilidad.
La alta gama de micrófonos Shure es la "KSM series". Estos micrófonos eran utilizados sobre todo en grabaciones de estudio pero tiene aplicaciones para sonido en vivo. La serie KSM incluye el KSM9, KSM27(Descontinuado), KSM32, KSM44, KSM137 y el KSM144.
La serie 55SH II de los 50's eran micrófonos icónicos que todavía son populares hoy entre algunos músicos. Es algunas veces llamado "El micrófono de Elvis" debido a la utilización frecuente que le daba Elvis Presley.
Shure fabrica una línea de micrófonos inalámbricos. Se extienden en el ámbito de nivel de entrada a los sistemas de alta gama utilizados para viajar y aplicaciones de eventos a gran escala.
En abril de 2009, Shure adquirió "Crowley and Tripp Ribbon Microphones" de "Soundwave Research Laboratories of Ashland", Massachusetts.

### Auriculares

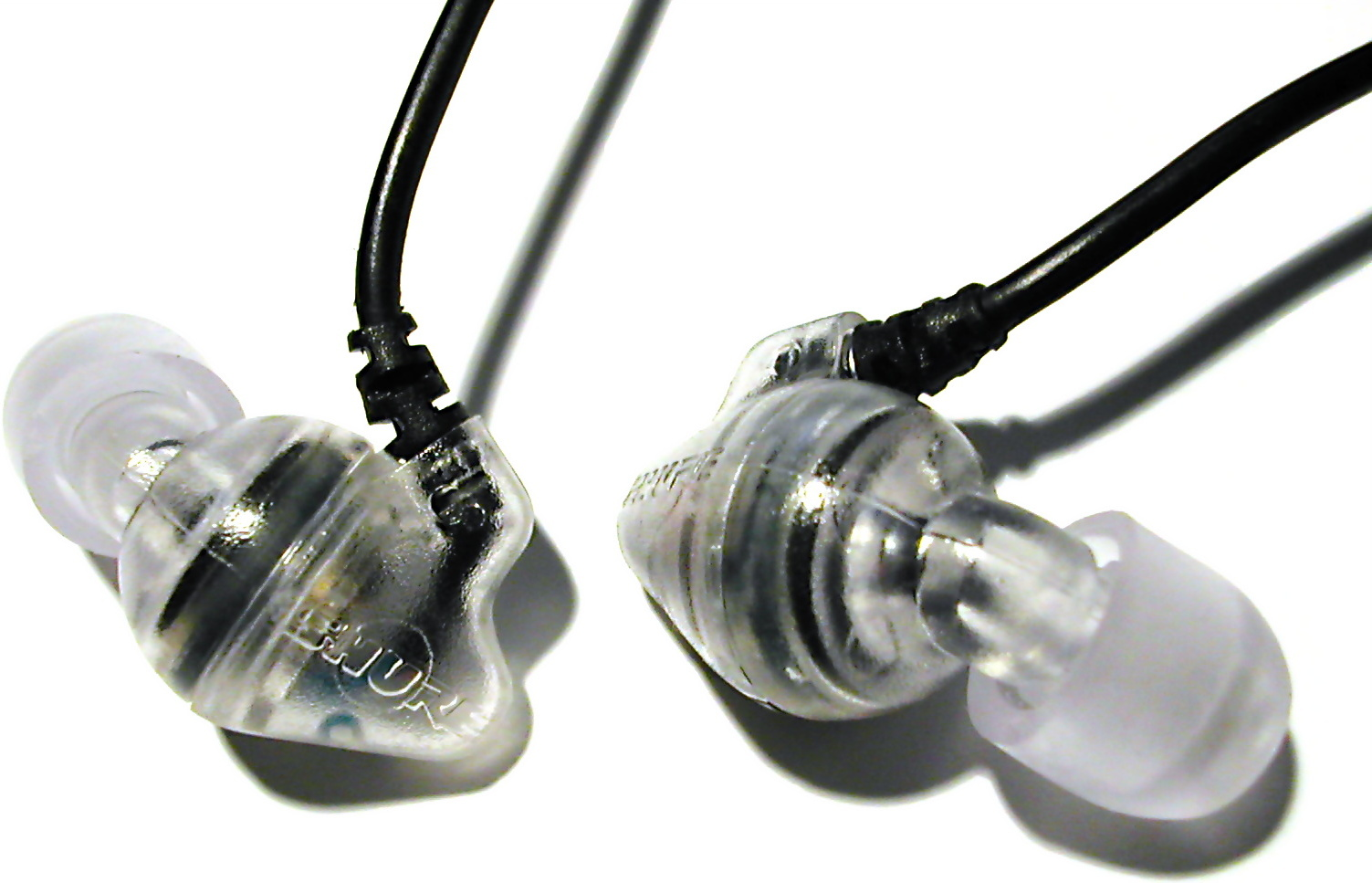
Un par de auriculares Shure SCL2

Originalmente incluido como accesorio de monitoreo personal, los auriculares Shure se convirtieron en un producto independiente con la creciente popularidad de los reproductores portátiles como el iPod y cuando los músicos, productores profesionales, e incluso otros usuarios utilizaron los auriculares de la compañía en dispositivos como reproductores MP3.
Shure introdujo dos versiones de la "serie E" de auriculares para audio profesional y consumidores de canales de audio cuando estos fueron lanzados.  Más tarde, Shure expandió su línea de auriculares para uso en celulares pero optó por combinar sus auriculares de celular con los componentes de audio encontrados en los modelos E2, E3, y E4 para formar la "serie I".
Shure trató de simplificar su línea de auriculares para el canal del consumidor introduciendo un auricular de triple armadura llamado el "E500" (más tarde rebautizado como el "SE530", el diseño del auricular no se cambió y se diferencia solamente por su diseño moderno con puntas de espuma negra) con su exclusivo "Push-to-Hear" (Empujar para oír) accesorio que luego se lanzó como dos accesorios separados. Unos meses después del lanzamiento del E500, Shure simplificó sus auriculares de consumo con la serie "SE", en los cuales cada uno de estos auriculares tenían cables plegables.
Cuando Shure introdujo los auriculares "SE110", la compañía finalmente reservó la serie "E" para el consumo de audio profesional (rebautizándolo como la línea "SCL") con los auriculares "SE" ahora asumiendo una línea para consumidores comunes.
Todos los auriculares de Shure usan un exclusivo canal cerrado de aislamiento del ruido, que bloquea ruidos exteriores para que no interfiera con el audio que no tiene cancelación de ruido activo (que requeriría baterías).  Esto hace que los auriculares livianos y más portátiles mientras que su tecnología de bloqueo de canal es capaz de mantener los ruidos indeseados lejos del que escucha sin la necesidad de usar baterías. Junto con su tecnología de aislamiento de ruido, los auriculares Shure utilizan una variedad de espuma y partes plásticas para asegurar un buen encaje en la oreja. Darle un encaje apropiado es importante para obtener el mejor sonido y bloquear la mayor parte del ruido.
Los auriculares "SE", de acuerdo a head-fi.org, ha sido golpeado con un montón de preocupaciones con respecto a la rotura de los cables y a la interacción con el aceite de la piel. Versiones posteriores de la línea "SE" utilizaron diferentes cables que tenían mejor resistencia contra los aceites de la piel, de acuerdo con el soporte técnico de Shure, se recomienda limpiar los cables después de cada uso para evitar que los aceites de la piel interactúen con los cables. Los modelos "SE315", "SE425", y "SE535" recientemente lanzados
presentan piezas desmontables para hacer frente a los problemas anteriormente mencionados con la serie "SE".

## Productos

### Series de Cartuchos de Fonógrafo
- M44 series lanzado a principios de los 60s
- M91 series lanzado a principios de los 70's
- M95 series lanzado a mediados de los 70's
- M97 series lanzado en 1978
- V15 series lanzado en 1964
  - V15 (1964-1966)
  - V15 Type II (1966-1970)
  - V15 Type II Improved (1970-1973)
  - V15 Type III (1973-1978)
  - V15 Type IV (1978-1982)
  - V15 Type V (1982-1983)
  - V15 Type V-MR (1983-1993)
  - V15 Type VxMR (1996-2005)
- Whitelabel Spin/Mix
- M44-7 Turntablist
- M44-G Club/Spin
- M35X House/Techno
- M25c general use

### Micrófonos
- Performance Gear Series
- SM series, fabricado desde los 60s
- Beta series, fabricado desde los 80's
- KSM series micrófonos de condensador
- KSM9 cardioide/supercardioide conciertos en vivo
- Grabación casera como las líneas PG, SM, y Beta.

### Micrófonos inalámbricos
VHF Technology
- T Series
- LX Series

UHF Technology
- UT Series
- PG Series
- PGX Series
- SLX Series
- ULX Professional Series
- UHF Series
- UHF-R Series

### Sistemas de megafonía
- Shure Vocal Master PA mixer & speaker columns (60s - 70's)

### Auriculares

#### E Series
- E1
- E2
- E2c
- E2g
- E3
- E3c
- E3g
- E4
- E4c
- E4g
- E5
- E5c

#### I Series
- i2c
- i3c
- i4c

#### SCL Series
- SCL2
- SCL3
- SCL4
- SCL5

#### SE Series
- SE102
- SE110
- SE115
- SE210
- SE215
- SE310
- SE315
- SE420
- SE425
- SE530
- SE535
- SE846